# Konstantin IV. (Armenien)

Konstantins Wappen, eine Kombination der Wappen der Lusignans, Jerusalems, und Kleinarmeniens

Konstantin IV. (armenisch Կոստանդին Բ, translit. Gosdantin, * um 1300; † 17. April 1344, eigentlich Guy de Lusignan, Guido von Lusignan) war der erste gewählte lateinische König von Kleinarmenien aus der Lusignan-Dynastie. Er herrschte von 1342 bis zu seinem Tod im Jahr 1344. 
Guido von Lusignan war der dritte Sohn von Prinzessin Isabella von Armenien (Zabel), Tochter des Leon III. und Amalrich von Tyrus, einem Sohn von Hugo III., König von Zypern, und Isabella von Ibelin. Er war Gouverneur von Serres von 1328 bis 1341.
Als sein Cousin Leon V., der letzte Hethumiden-Monarch von Kleinarmenien, 1341 von den armenischen Baronen ermordet wurde, boten sie die Krone seinem jüngeren Bruder Johann von Lusignan an, der Guido drängte, sie anzunehmen. Guido zögerte, weil seine Mutter und zwei seiner Brüder durch den armenischen Regenten von Kleinarmenien Oschin von Korykos ermordet worden waren – aber schließlich akzeptiert er und nahm den Namen Konstantin an. Um die Unterstützung des Papsttums gegen die sein Land bedrohenden Mamluken zu erhalten, berief er ein Konzil nach Sis ein.
Als lateinischer Katholik war er jedoch extrem unpopulär und wurde am 17. April 1344 von den Baronen während eines Aufstands getötet. Sein Nachfolger war ein entfernter Cousin, Konstantin V.
Konstantin IV. war zweimal verheiratet. Zum ersten Mal heiratete er in Konstantinopel 1318 eine Cousine († um 1330 ohne Nachkommen) des späteren Kaisers Johannes VI. Kantakuzenos und zum zweitens Mal 1330 oder 1332 Theodora Syrgiannaina, († 1347/1349) einer Tochter des Mundschenks Syrgiannes Palaiologos Philanthropenos. Mit ihr hatte er zwei Kinder, eines von ihnen, Isabelle (oder Zampea = Maria) de Lusignan (1382–1387), Herrin von Aradippou, heiratete nach dem 26. Februar 1349 Manuel Kantakuzenos, den Despoten von Morea. 